# 林智堅
林智堅（1975年5月27日—），台灣政治人物，民主進步黨籍，生於新竹市香山區，現任永興資本總經理，曾任新竹市市長、新竹市議會議員。

## 簡歷
林智堅的啟蒙導師是民主進步黨立法院黨團總召集人柯建銘，在參選新竹市議會議員之前，曾擔任其助理長達九年。2014年，林智堅從議員挑戰新竹市市長時，受到蘇貞昌指引，由其出借選舉團體幫林輔選。2014年至2022年，林智堅擔任兩屆新竹市市長。
2022年，民進黨徵召林智堅參選桃園市市長；7月8日，林智堅辭去新竹市市長，正式投入參選桃園市市長選戰，而時任新竹市副市長沈慧虹亦於7月3日辭職參選新竹市市長，產生罕見「正、副市長都請辭」的現象，行政院則指派新竹市政府秘書長陳章賢代理市長職務；8月12日，林智堅受到碩士學位論文爭議的影響宣布退選。
2024年，林智堅受三立董事長張榮華延攬，到永興資本擔任總經理。

## 求學時期
林智堅在新竹市東區東園國民小學、新竹市立培英國民中學求學後，考上臺灣省立竹東高級中學，但高中畢業後曾兩度考大學都考不上，直到當兵退伍後重考第三次才進入中華大學企業管理系夜間部，半工半讀完成學業。林智堅在中華大學夜間部先念免試推廣教育80學分班，1997年9月入學、2000年8月修完80學分取得類二專資格。接著報考二技夜間部（又稱夜二技）並分兩次念，2000年9月到2001年8月念第一年夜二技學分班，中斷一陣子後，2002年9月到2003年6月念第二年夜二技正規班，並取得學士學位。

## 政治經歷

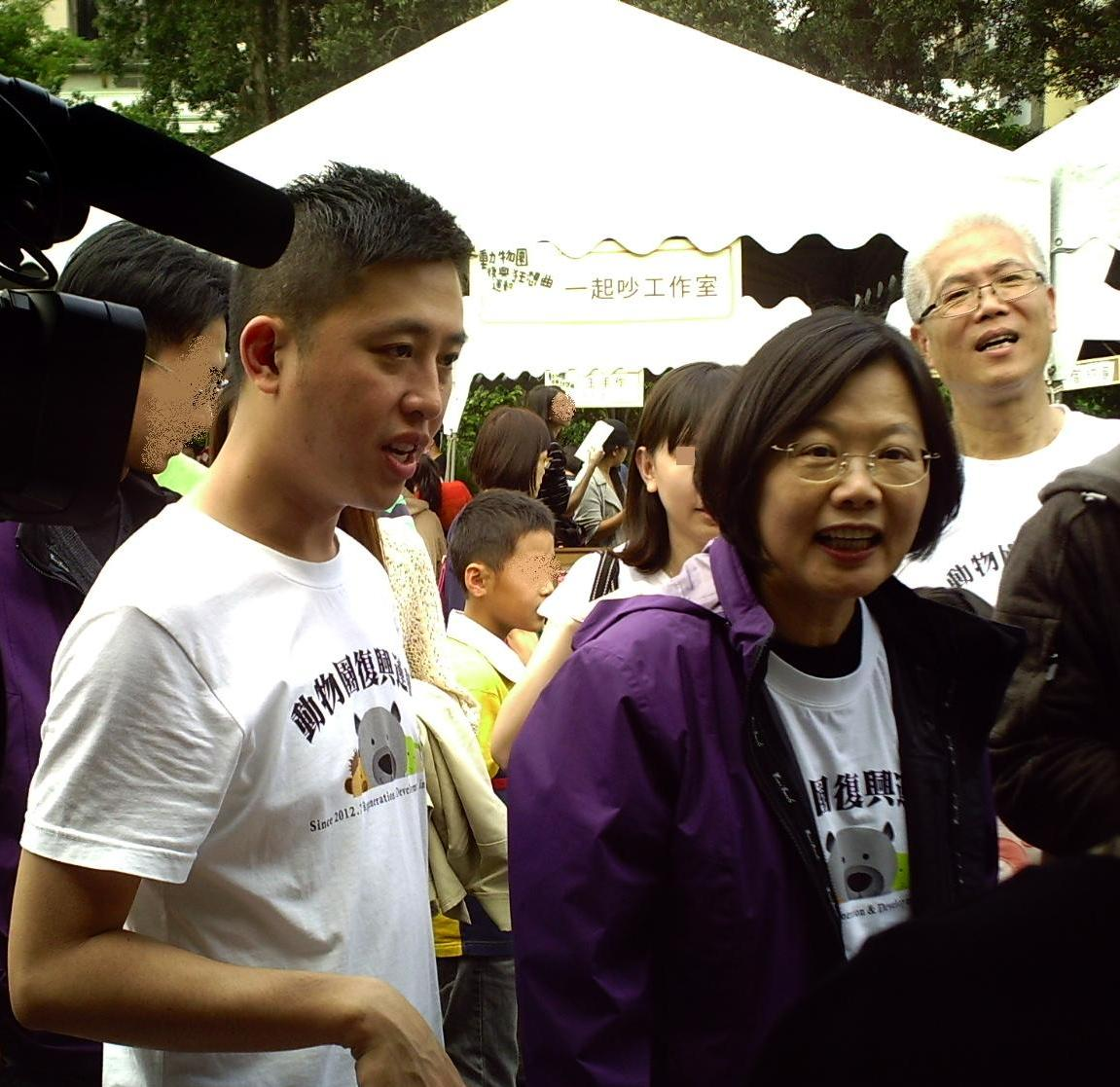
林智堅（左）、民主進步黨主席蔡英文（中）、新竹市議會議長謝文進（右）參與動物園復興運動（2013年4月）

2012年5月12日，林智堅發起「動物園復興運動」，號召市民一起來讓新竹市立動物園恢復昔日榮景，因新竹市政府不願協助，成效無顯著。除了「動物園復興運動」，亦長期經營「世界大同文創特色市集」以及「行動故事車」。擔任議員期間，為新竹市立動物園拍攝微電影，演出動物園園長兼小女孩爸爸。
2014年8月，民主進步黨提名林智堅參選新竹市市長。一說是蔡仁堅意圖脫黨參選，造成黨內基層反彈，故而提名民調與時任市長許明財相去不遠的林智堅參選。另一說是柯建銘操縱黨中央，讓民進黨從支持蔡仁堅轉為提名林智堅。
2014年8月13日，民進黨確定由林智堅參選新竹市市長，其為民進黨提名縣市長中年紀最輕者，競選口號為「加速吧！新竹」與「揮別藍綠、翻轉新竹」。對於前市長蔡仁堅決定參選到底，民進黨表示「只能表示祝福與尊重」。
2014年8月24日，民進黨在新竹市啟動首場「出陣」造勢大會，黨主席蔡英文授旗給林智堅，表示民進黨啟動世代接班「他就是第一棒」，向民眾宣示民進黨從地方執政開始改變台灣。
2014年8月29日，林智堅舉辦競選主軸發表會，以網路符號「LAG、@、加速、#」作為政見四大主軸。其表示新竹市擁有一流的市民，卻只有二流的政府。尤其新竹市政府以4億5,888萬元標下世博天燈館，卻只擁有商標權，再加上硬體工程設備等將近15億的經費支出，等同於從每個市民口袋裡掏出3,500元，無論男女老少無一倖免。因此，將召開新竹市史上第一場「市民會議」，決定世博臺灣館未來如何應用。9月17日，林智堅發表婦幼政策；9月26日，發表交通政策；9月29日，發表安老政策；10月8日，林智堅在黨主席蔡英文陪同下，召開記者會宣布「新竹1916園區」計畫。
2014年，林智堅由議員轉戰市長，同屬泛綠的蔡仁堅曾獲新黨支持，回鍋參選吸收不少中間選民及淺藍、淺綠選票，形成三強鼎立的局面。最終林智堅以1,014票之差擊敗尋求連任的許明財，成為此次選舉中全國最年輕的縣市長，甚至有媒體將其列為該次選舉「十大不可思議」之一。同時也是新竹市歷史上自新竹市與香山鄉合併升格省轄市後，第二位出身於香山區的民選市長（首位出身香山區的民選新竹市市長為任富勇）。
2017年11月29日，民進黨提名林智堅競選連任新竹市市長，以「明日新竹，六大幸福」為競選主軸；2018年1月31日，中國國民黨經黨內提名推出前市長許明財參選；時任無黨籍新竹市議會議長謝文進自行宣佈參選，最終林智堅以107,612票順利連任。

## 新竹市市長

林智堅市長官方肖像

## 選舉紀錄
| 年度 | 選舉屆數             | 選舉區           | 所屬政黨   | 得票數  | 得票率 | 當選標記 | 備註 |
| ---- | -------------------- | ---------------- | ---------- | ------- | ------ | -------- | ---- |
| 2009 | 第八屆新竹市議員選舉 | 新竹市第一選舉區 | 民主進步黨 | 4,711   | 8.85%  |          |      |
| 2014 | 第九屆新竹市市長選舉 | 新竹市           | 民主進步黨 | 76,578  | 38.36% |          |      |
| 2018 | 第十屆新竹市市長選舉 | 新竹市           | 民主進步黨 | 107,612 | 49.57% |          |      |

## 商業活動
2024年5月，林智堅棄政從商，出任三立電視旗下永興資本總經理。

## 爭議事件

### 大新竹合併案
2021年林智堅拋出「大新竹合併」的倡議，然而引發社會輿論的廣大討論與質疑。

### 參選桃園市市長
2022年6月，林智堅接受民主進步黨選策會徵召參選桃園市市長，並於同年7月6日辭去新竹市市長一職，因此遭批評為「落跑市長」，對此林表示「對手的攻擊是勳章」。
2022年7月14日，林智堅的競選標語「Keep Going！」遭質疑抄襲2020年高雄市市長補選時中國國民黨候選人李眉蓁的口號。
2022年7月20日，林智堅與時任桃園市市長鄭文燦前往民宅宴會現場違反《傳染病防治法》規定逐桌敬酒，桃園市政府衛生局對林鄭二人各開罰3,000元。
2022年8月12日，林智堅向黨內表達擔心堅持選桃園市無法兼顧新竹市，因此萌生退選之意，民進黨高層於總統官邸召開臨時選對會，表示林智堅退選將由鄭運鵬接棒。林智堅下午召開記者會表示其選擇離開桃園市市長選舉的戰場，在另一個戰場捍衛自己的清白，讓選舉回歸正軌，指將針對論文事件提出後續救濟或訴訟。

### 論文抄襲 撤銷雙學位
有關臺灣大學碩士論文部分
2022年8月9日上午，國立臺灣大學宣告撤銷林智堅的碩士學位，林於9月5日向教育部提起訴願。2023年2月14日，林智堅在臉書發文道歉，撤回臺大學位的訴願案。同日，教育部證實撤回。
有關中華大學碩士論文部分
2022年7月5日，國民黨籍臺北市議會議員王鴻薇召開記者會指出，林智堅的碩士論文與新竹科學園區管理局的標案高達87.8%內容雷同。8月9日，中華大學表示學術審查委員會已召開會議；8月24日，中華大學宣布林智堅的碩士論文確認抄襲，撤銷其碩士學位。林智堅於9月5日向教育部提起訴願，2023年1月19日遭駁回；2月14日，林智堅在臉書上發文，尊重教育部訴願審議委員會的決議，不再進行行政訴訟。
臺灣大學碩士論文官司
2023年6月9日，林智堅與余正煌兩人簽下共同聲明和解書，林捐款新台幣30萬元給公益團體，余則撤回告訴。

### 新竹棒球場爭議
林智堅任職新竹市市長期間，耗費十二億新台幣改建新竹市立棒球場，但球場尚未驗收便啟用，且被質疑無視工會提出的二十七項缺失改善建議；2022年7月22日舉辦開幕賽，因場地問題導致數名球員受傷，其中以富邦悍將外野手林哲瑄最為嚴重，經MRI初步檢查為左肩關節唇破裂，初步研判將休息約三個月。進行第二次檢查決定讓林哲瑄接受手術，估計需復健休息八個月。7月29日，林哲瑄於臉書發文擔憂提早結束職棒生涯，林智堅則表示願意負責其醫療費用。

### 新竹市標案爭議
2022年8月8日，國民黨召開記者會針對新竹市標案提出多項質疑，包括：新竹市將軍村十五棟眷村修復案，花費新台幣2.4億元分兩期修繕，得標廠商卻毫無修復案經驗等；另指控，文化局局長張馨之護航特定標案。對此，新竹市政府表示已委請律師採取法律行動，林智堅則稱是造謠抹黑。張馨之也表示，將採取相關法律途徑，來捍衛自身的清白與尊嚴。

### 市犬棕棕事件
2020年底，林智堅於擔任新竹市市長期間，透過新竹市政府認養一隻收容中的米克斯犬，命名為「棕棕」，成為新竹市象徵性的「市犬」。棕棕多次隨林智堅出席市政活動，象徵推廣「認養代替購買」及動物保護政策。
然而，2025年7月有民眾發現棕棕出現在動物收容所的待認養名單，引發是否遭棄養的質疑。新竹市市長高虹安證實，棕棕早在2021年4月即由前市府送回動保所安置。原因是棕棕在市府期間曾發生數起撲咬民眾與媒體記者事件，經評估後不再適合擔任市犬角色。
事件曝光後，林智堅於2025年7月30日透過個人臉書發文致歉，表示將協助棕棕找到合適的新家庭。同日，民代陳建名與劉康彥陪同認養民眾前往動保所參與評估。
事件引發網路熱議，不少輿論質疑政治人物以動物作為形象宣傳後未妥善照護，也有聲音呼籲應檢討公部門對動物責任的長期規劃與轉型。

## 軼聞
1998年，林智堅曾在電影《超級天兵之機車班長》演出小角色，包括開頭的入伍生以及後半段攻堅的霹靂小組成員。
2015年，「泛舟哥」張吉吟爆紅後，被網友認為與林智堅外貌高度相似，促成兩人在2016年合拍一支節能省電廣告。
2022年7月6日，林智堅上節目自爆就讀國立竹東高級中學期間相當叛逆，因此高三應屆參加大學聯考沒有考上任何一所大學而選擇重考，重考時也沒錄取大學。林智堅選擇服兵役，退伍後進入柯建銘辦公室擔任助理，並在柯建銘的鼓勵之下決定再次重考大學，最後錄取中華大學企業管理學系（夜間部）。因為家中經濟出問題，以半工半讀方式就讀，順利取得學位。
2022年7月7日，林智堅與民進黨桃園市議會議員參選人魏筠合照的布條，在眼睛的部分遭人挖洞。對此，魏筠在社群媒體上表示「我們可以理性辯論，但請不要惡意破壞宣傳品，已經提出毀損告訴，這有刑責的」。
2022年7月17日，有人好奇林智堅的Facebook官方粉絲專頁高達29位小編，新竹市政府則發新聞稿稱團隊「是林智堅2012年擔任市議員以來所累計的團隊」。

## 外部連結
- 林智堅的Facebook專頁
- 林智堅的Instagram帳戶
- YouTube上的小智日常頻道

| 中華民國政府職務 | 中華民國政府職務                                   | 中華民國政府職務                     |
| ---------------- | -------------------------------------------------- | ------------------------------------ |
| 新竹市政府       |                                                    |                                      |
| 前任： 許明財    | 新竹市市長 第九、十屆 2014年12月25日－2022年7月8日 | 繼任： 陳章賢（代理） 高虹安（正任） |